# 爪哇池鷺
爪哇池鷺（學名：Ardeola speciosa）是一種鷺科的涉水鳥，分佈於東南亞的淡水和鹹水濕地中。牠的飲食包括昆蟲、魚和蟹。
其种加词“speciosa”意为“外表美丽的”。

## 描述
爪哇池鷺通常身長45公分，擁有白色的翅膀，黃色帶黑色尖端的喙，黃色的眼睛和腿。在繁殖季節，牠的整體顏色是橙色、灰藍色和白色；在非繁殖季節，顏色則是棕色並帶有白色斑點。其非繁殖羽毛與池鷺和印度池鷺的非常相似，在野外幾乎無法區分。繁殖期為六月到九月。有遷徙習性。

## 保育狀況
由於其分佈範圍廣泛，爪哇池鷺在國際自然保護聯盟瀕危物種紅色名錄中被評估為無危物種。